# Mark Wayne Clark
Pour les articles homonymes, voir Clark.
Mark Wayne Clark, né à Sackets Harbor (New York) le 1er mai 1896 et mort à Charleston (Caroline du Sud) le 17 avril 1984, est un général américain de la Seconde Guerre mondiale et de la guerre de Corée.
Pendant la Première Guerre mondiale, il est commandant de compagnie et sert en France en 1918, en tant que captain (capitaine) de 22 ans, où il est gravement blessé par des éclats d'obus. Après la guerre, le futur chef d'état-major de l'armée américaine, le général George C. Marshall, a remarqué les capacités de Clark. Pendant la Seconde Guerre mondiale, il a commandé la 5e armée américaine, puis le 15e groupe d'armées, lors de la campagne d'Italie. Il est connu pour avoir dirigé la 5e armée lors de la prise de Rome en juin 1944, à peu près au même moment que le débarquement de Normandie.
Clark a été fortement critiqué pour avoir ignoré les ordres de son supérieur, le général britannique Sir Harold Alexander, commandant des armées alliées en Italie (Allied Armies in Italy - AAI), et pour avoir laissé filer la 10e armée allemande (10. Armee), dans sa volonté de prendre Rome, capitale de l'Italie mais sans importance stratégique. Clark ordonne à Lucian Truscott, commandant du 6e corps américain (VI Corps), de choisir l'opération Turtle (se diriger vers Rome) plutôt que l'opération Buffalo (se déplacer pour couper la route 6 à Valmontone), qu'Alexander avait ordonnée. Clark avait cependant laissé l'opération Turtle comme option si l'opération Buffalo rencontrait des difficultés. La 10e armée allemande rejoint alors le reste du groupe d'armées allemand à la ligne Trasimene.
Le 10 mars 1945, à l'âge de 48 ans, Clark devient l'un des plus jeunes officiers américains promus au rang de général quatre étoiles. Dwight D. Eisenhower, un ami proche, considère Clark comme un brillant officier d'état-major et formateur d'hommes.
Au cours de ses trente-six années de service militaire, Clark a reçu de nombreuses médailles, dont la plus remarquable est la Distinguished Service Cross (DSC), la deuxième plus haute distinction de l'US Army.
L'expression « communauté du renseignement » (Intelligence Community) est un héritage de la « Clark Task Force », qu'il a dirigée de 1953 à 1955 et qui était chargée d'examiner toutes les activités fédérales de renseignement et de formuler des recommandations à leur sujet.

## Biographie

### Les débuts de sa carrière
Clark est né à Madison Barracks, Sackets Harbor, état de New York, mais a passé une grande partie de sa jeunesse à Highland Park, dans l'Illinois, alors que son père, Charles Carr Clark, officier d'infanterie de carrière dans l'US Army, était stationné à Fort Sheridan. Sa mère, Rebecca « Beckie » Ezekkiels, était la fille de juifs roumains ; Mark Clark a été baptisé épiscopalien alors qu'il était cadet à l'Académie militaire des États-Unis (United States Military Academy - USMA) à West Point, dans l'état de New York,.
Clark a été nommé à l'USMA en juin 1913 à l'âge de 17 ans, mais a perdu du temps à cause de maladies fréquentes. Connu sous le nom de « Contrebande » par ses camarades de classe, en raison de sa capacité à introduire clandestinement des sucreries dans les casernes, il a rencontré et s'est lié d'amitié avec Dwight D. Eisenhower, qui vivait dans la même division de casernes et était son sergent cadet de compagnie. Bien qu'Eisenhower soit de deux ans son aîné et qu'il ait été diplômé dans la promotion 1915 de West Point, tous deux se sont liés d'amitié. Clark est diplômé de West Point le 20 avril 1917, exactement deux semaines après l'entrée des États-Unis dans la Première Guerre mondiale et six semaines avant le calendrier, avec un rang de 110 dans une classe de 139, et est commissionné en tant que sous-lieutenant (second lieutenant) dans la Branche de l'Infanterie (Infantry Branch).
Il fait partie de la promotion qui a produit plus de 55 futurs officiers généraux, dont deux chefs d'état-major de l'armée de terre - Joseph L. Collins et Matthew B. Ridgway. Parmi ses autres camarades de classe figurent : Clare H. Armstrong, Aaron Bradshaw Jr., William W. Eagles, John T. Cole, Norman D. Cota, John M. Devine, Theodore L. Futch, Augustus M. Gurney, Charles H. Gerhardt, William Kelly Harrison Jr., Ernest N. Harmon, George H. Weems, Robert W. Hasbrouck, Frederick A. Irving, Laurence B. Keiser, Charles S. Kilburn, Bryant E. Moore, Daniel Noce, Onslow S. Rolfe, Herbert N. Schwarzkopf, Albert C. Smith, George D. Wahl et Raymond E. S. Williamson.
Comme son père, il décide de rejoindre la branche de l'infanterie. Il est affecté au 11e régiment d'infanterie (11th Infantry Regiment), qui fera plus tard partie de la 5e division d'infanterie (5th Infantry Division), où il devient commandant de la compagnie « K » du 3e bataillon du 11e régiment d'infanterie, le premier lieutenant (First Lieutenant) John W. O'Daniel servant de commandant de peloton dans sa compagnie. Dans le cadre de l'expansion rapide de l'US Army pendant la Première Guerre mondiale, il monte rapidement en grade, promu First lieutenant le 15 mai et Captain (capitaine) le 5 août 1917.
Fin avril 1918, peu avant le 22e anniversaire de Clark et plus d'un an après sa sortie de West Point, il arrive sur le front occidental pour rejoindre les Forces expéditionnaires américaines (American Expeditionary Forces - AEF). Arrivé avec sa compagnie dans le port français de Brest le 1er mai, jour de son 22e anniversaire, il passe les semaines suivantes à s'entraîner à la guerre des tranchées sous la tutelle de l'armée française et, peu après, la division est inspectée par le général John « Blackjack » Pershing, le commandant en chef de l'AEF sur le front occidental. Dans les Vosges, le commandant (Commanding Officer - CO) du 3e bataillon du régiment, le major R. E. Kingman, tombe malade et Clark est promu commandant de bataillon par intérim le 12 juin 1918, O'Daniel prenant le commandement de la compagnie de Clark. Deux jours plus tard, alors que la division de Clark relève une division française dans les tranchées, il est blessé par l'artillerie allemande à l'épaule droite et dans le haut du dos, ce qui lui fait perdre connaissance ; le soldat qui se tient à côté de lui, le soldat de deuxième classe Joseph Kanieski, est tué. Il s'agit de deux des premières pertes subies par la 5e division d'infanterie au cours de la guerre.
Le capitaine Clark se remet de ses blessures en l'espace de six semaines, mais il est jugé inapte à retourner dans l'infanterie et est transféré à la section d'approvisionnement de la 1re armée (First Army). À ce poste, il travaille avec le colonel John L. DeWitt et supervise l'approvisionnement quotidien en nourriture des hommes de la 1re armée, ce qui lui vaut d'être reconnu par les échelons supérieurs du commandement. Il reste à ce poste jusqu'à la fin des hostilités, le 11 novembre 1918. Il sert ensuite au sein de la 3e armée dans le cadre de ses fonctions d'occupation en Allemagne et retourne aux États-Unis en juin 1919, un peu plus d'un an après avoir été envoyé outre-mer.

### L'entre-deux-guerres

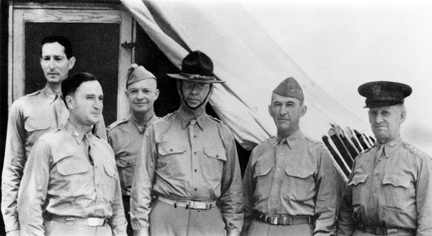
Officiers supérieurs pendant les manœuvres de Louisiane. De gauche à droite : Mark W. Clark, chef d'état-major des forces terrestres ; Harry J. Malony, chef d'état-major de la 2e armée ; Dwight D. Eisenhower, chef d'état-major de la 3e armée ; Ben Lear, commandant de la 2e armée ; Walter Krueger, commandant de la 3e armée ; Lesley J. McNair, commandant des forces terrestres.

Pendant l'entre-deux-guerres, Clark occupe diverses fonctions d'état-major et de formation. De 1921 à 1924, il est assistant au bureau du secrétaire adjoint à la guerre. En 1925, il termine le cours d'officier professionnel à l'école d'infanterie de l'US Army (Army Infantry School) et sert ensuite comme officier d'état-major au sein du 30e régiment d'infanterie (30th Infantry Regiment) au Presidio de San Francisco, en Californie. Son affectation suivante est celle d'instructeur à la Garde nationale de l'Indiana, où il est promu major le 14 janvier 1933, plus de 15 ans après sa promotion au grade de capitaine.
Le major Clark a été commandant adjoint du district du Civilian Conservation Corps à Omaha, dans le Nebraska, en 1935-1936, entre deux séjours à l'École de commandement et d'état-major de l'US Army (Army Command and General Staff College) en 1935 et à l'École de guerre de l'US Army (Army War College) en 1937. Parmi ses camarades de classe figurent Matthew Ridgway, Walter Bedell Smith et Geoffrey Keyes, avec lesquels il servira pendant la Seconde Guerre mondiale.
Affecté à Fort Lewis, dans l'État de Washington, Clark est choisi par le général George C. Marshall, nouvellement promu chef d'état-major de l'US Army, pour enseigner à l'Army War College en mars 1940, où il est promu lieutenant-colonel le 1er juillet. Clark et le brigadier général (général de brigade) Lesley J. McNair, futur commandant des forces terrestres de l'US Army (Army Ground Forces), sélectionnent des milliers d'hectares de terres inutilisées en Louisiane pour des manœuvres militaires dans le cadre des « Louisiana Maneuvers ». Le 4 août 1941, Clark, sautant le grade de colonel, est promu au grade temporaire de brigadier général (général de brigade), alors que l'US Army se prépare à entrer dans la Seconde Guerre mondiale, et devient chef d'état-major adjoint (G-3) au quartier général de l'US Army à Washington, D.C.,.

### La Seconde Guerre mondiale
En janvier 1942, un mois après l'attaque japonaise sur Pearl Harbor et l'entrée des États-Unis dans la Seconde Guerre mondiale, Clark est nommé chef d'état-major adjoint des forces terrestres de l'US Army (Army Ground Forces - AGF), commandées par le lieutenant-général Lesley J. McNair, et devient son chef d'état-major en mai 1942.

#### Service en Europe et en Afrique du Nord

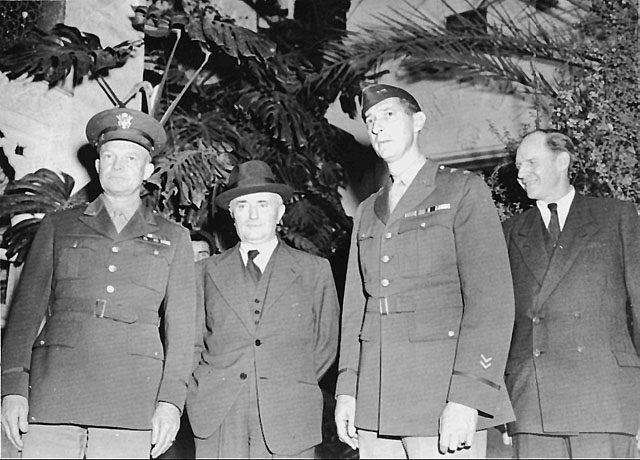
Négociations à Alger, 13 novembre 1942. De gauche à droite : Le lieutenant général Dwight D. Eisenhower, l'amiral François Darlan, le lieutenant général Mark W. Clark et M. Robert D. Murphy du Département d'État américain.

Le 17 avril 1942, Clark est temporairement promu au rang de major général (général de division). Deux semaines avant son 46e anniversaire, il est le plus jeune général de division de l'US Army. En juin, Clark, aux côtés du major général Dwight Eisenhower, est envoyé en Angleterre en tant que commandant général (CG) du 2e corps d'armée (II Corps) et, le mois suivant, il est promu au poste de CG des forces armées sur le théâtre d'opérations européen (European Theater of Operations - ETO). Avec Eisenhower, il est chargé d'étudier la faisabilité d'une invasion transmanche de l'Europe occupée par les Allemands cette année-là, sur la base de la stratégie « L'Allemagne d'abord », sur laquelle les dirigeants militaires et politiques américains et britanniques s'étaient mis d'accord l'année précédente si les États-Unis devaient entrer dans le conflit. En Angleterre, Clark rencontre pour la première fois le Premier ministre britannique, Winston Churchill, qui est très impressionné par Clark et le surnomme « The American Eagle » (aigle américain), ainsi que le général Sir Alan Brooke, chef de l'état-major général de l'Empire britannique (Chief of the Imperial General Staff - CIGS, le chef professionnel de l'armée britannique), et le lieutenant-général Bernard Montgomery, alors commandant du South Eastern Command. Après qu'une invasion outre-Manche a été exclue pour 1942, l'attention s'est portée sur la planification d'une invasion alliée de l'Afrique française du Nord, qui a reçu le nom de code d'opération Gymnast, puis d'opération Torch. En octobre, Clark est affecté au théâtre d'opérations méditerranéen (Mediterranean Theater of Operations - MTO) en tant qu'adjoint d'Eisenhower, qui est désormais le commandant suprême des forces alliées (Supreme Allied Commander) dans le théâtre et qui a abandonné le commandement du 2e corps d'armée. Clark est chargé de préparer l'opération Torch. Clark effectue également une visite secrète en Afrique du Nord française (voir opération Flagpole) pour rencontrer des officiers pro-alliés des forces françaises de Vichy.

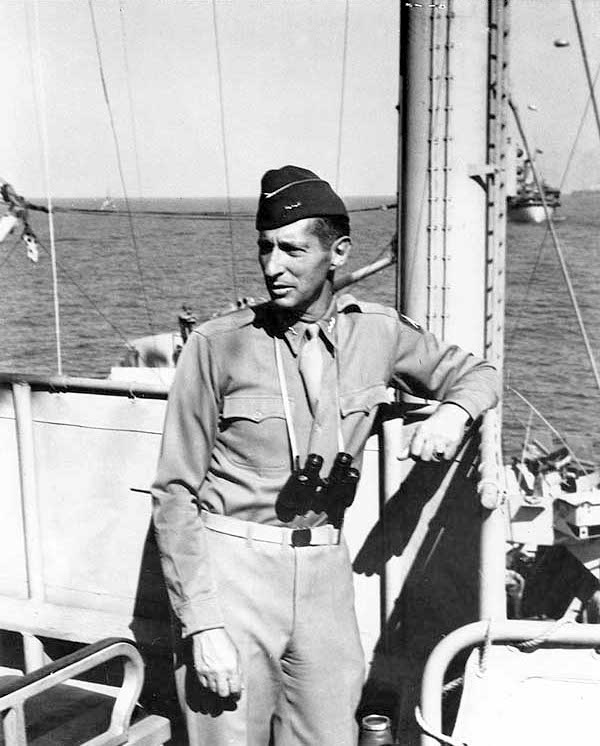
Clark à bord de l' pendant le débarquement à Salerne, en Italie, le 12 septembre 1943.

#### 5earmée et service en Italie
Eisenhower apprécie grandement les contributions de Clark. Clark, âgé de 46 ans, est promu au grade temporaire de lieutenant général (général d'armée) le 11 novembre 1942, trois jours après le débarquement de Torch. Il est le plus jeune général trois étoiles de l'US Army. Le 5 janvier 1943, les États-Unis créèrent leur première armée de campagne à l'étranger, la 5e armée (Fifth Army), avec Clark comme commandant en chef, bien que ni Clark ni la 5e armée n'aient participé aux combats en Afrique du Nord. De nombreux officiers, en particulier le major général George S. Patton Jr., qui était à la fois plus âgé et plus ancien que Clark, et qui commandait alors le 1er corps blindé (I Armored Corps), en vinrent à lui en vouloir, estimant qu'il avait progressé trop rapidement. En présence des commandants supérieurs, Patton et Clark sont amicaux, bien que Patton écrive dans son journal : « Je pense que si vous traitez une mouffette gentiment, elle ne vous pissera pas dessus aussi souvent », faisant référence à Clark après que lui et le général Marshall, chef d'état-major de l'US Army, aient visité le quartier général de Patton alors que ce dernier expliquait ses plans pour l'invasion de la Sicile à venir. Clark, pour sa part, a affirmé qu'il trouvait difficile de commander des hommes qui avaient été ses supérieurs, et il s'est montré réticent à démettre ces commandants de leurs fonctions s'ils échouaient au combat. La mission initiale de la 5e armée consistait à préparer la surveillance du Maroc espagnol. Son grade permanent fut élevé au rang de brigadier général (général de brigade) le 1er septembre 1943.

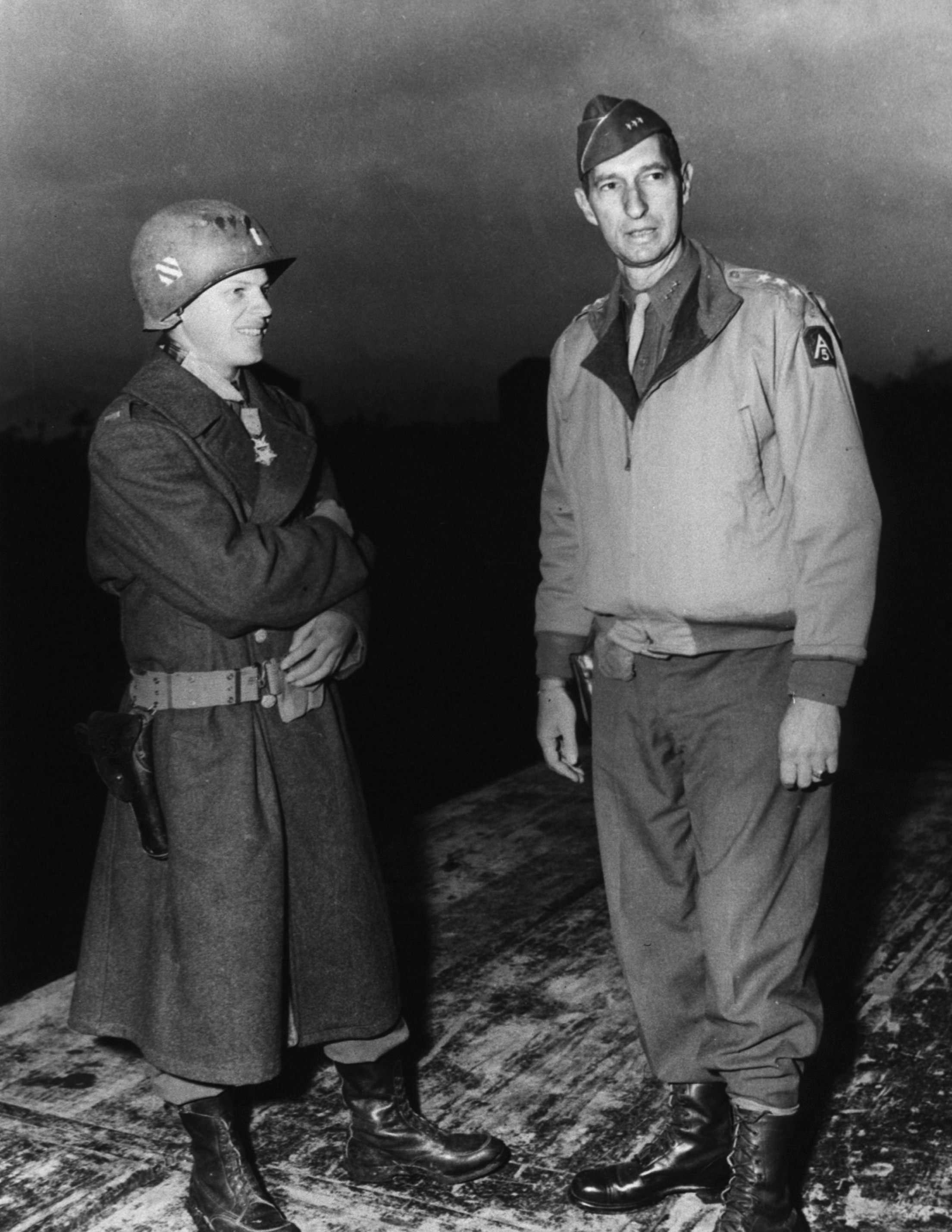
Le lieutenant David C. Waybur (à gauche) discute avec le lieutenant-général Mark W. Clark qui lui a remis la Medal of Honor (médaille d'honneur) pour sa bravoure remarquable sous le feu de l'ennemi, Baia e Latina, Italie, 29 novembre 1943.

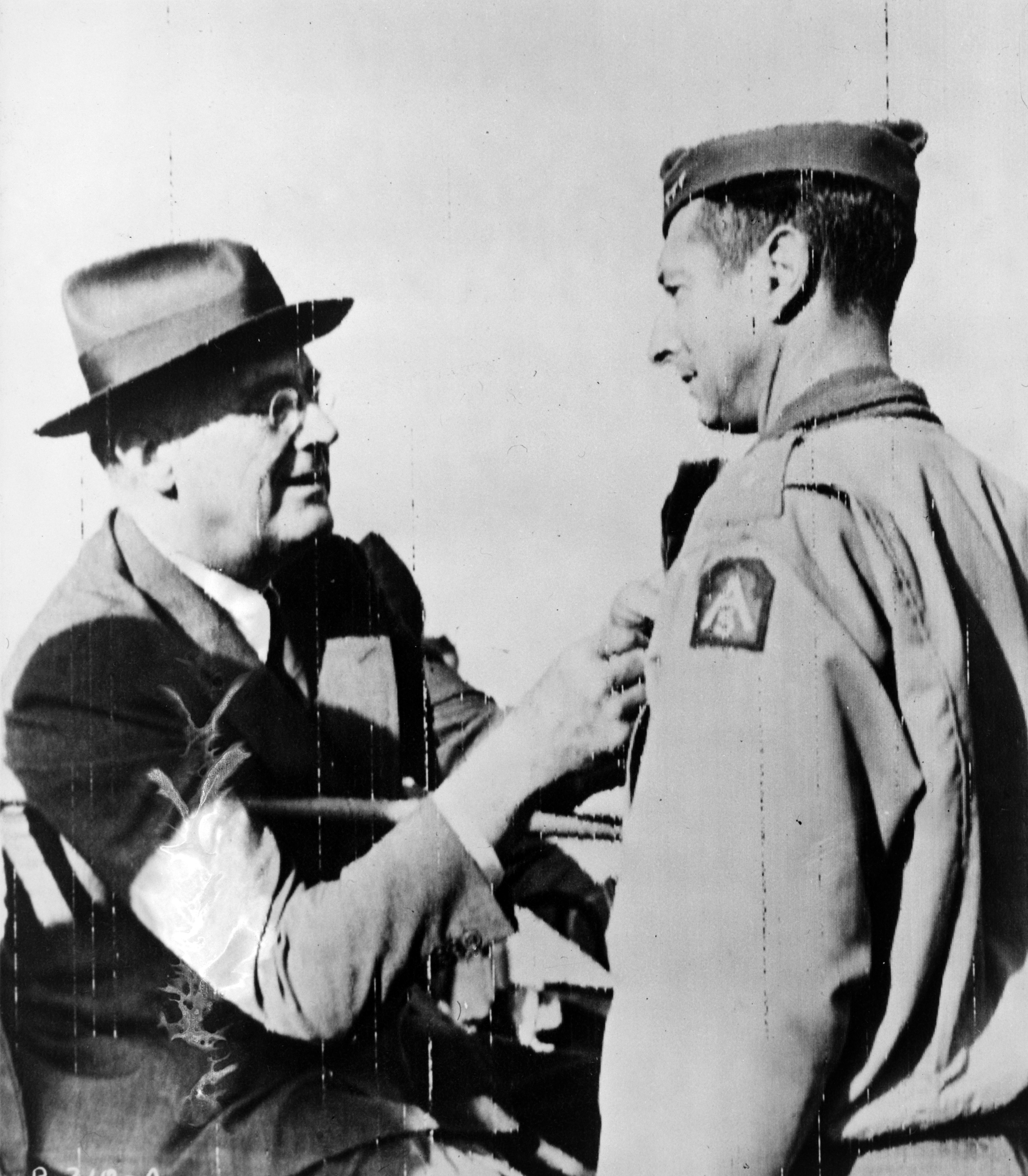
Clark reçoit la Distinguished Service Cross (Croix du service distingué) des mains du président Franklin D. Roosevelt à Castelvetrano, Italie, le 13 décembre 1943.

Le 9 septembre 1943, la 5e armée, composée du 6e corps américain VI Corps), commandé par le major général Ernest J. Dawley - qui avait dix ans de plus que Clark et au sujet duquel ce dernier avait des doutes - et du 10e corps britannique (X Corps), commandé par le lieutenant général Sir Richard L. McCreery - que Clark qualifiera plus tard avec mépris de « plumeau » -, sous le commandement de Clark, débarque à Salerne (nom de code « Opération Avalanche »). L'invasion, malgré de bons progrès initiaux, a failli être défaite au cours des jours suivants par de nombreuses contre-attaques allemandes, et le major général Ernest J. Dawley, commandant du 6e corps d'armée, a été limogé et remplacé par le major général John P. Lucas, qui a lui-même été limogé et remplacé plus tard après l'échec qu'il a perçu lors de l'opération Shingle. Clark fut par la suite critiqué par les historiens et les critiques pour ce quasi-échec, imputé à une mauvaise planification de la part de Clark et de son état-major, ce qui ne l'empêcha pas de se voir décerner plus tard la Distinguished Service Cross (DSC), dont la citation se lit comme suit :
« Le président des États-Unis d'Amérique, autorisé par la loi du Congrès du 9 juillet 1918, a le plaisir de remettre la Distinguished Service Cross au lieutenant-général Mark Wayne Clark (ASN : 0-5309), de l'armée américaine, pour son héroïsme extraordinaire dans le cadre d'opérations militaires contre un ennemi armé, alors qu'il commandait la 5e armée, au cours d'une action contre les forces ennemies le 14 septembre 1943 à Salerne, lorsque la tête de pont de la 5e armée était menacée par une contre-attaque de l'ennemi. Le général Clark a personnellement inculqué la détermination et le courage à ses hommes, sous le feu de l'artillerie et des mitrailleuses sur la ligne de front. Il découvrit 18 chars nazis en approche, localisa une unité antichar et donna les ordres qui permirent de détruire six chars et de repousser les autres. Grâce à sa magnifique démonstration de leadership, de courage et de détermination au cours d'une phase critique de la bataille, les troupes de la ligne de front ont été incitées à tenir coûte que coûte et, par la suite, à entamer une progression constante. Les actions intrépides du lieutenant général Clark, sa bravoure personnelle et son dévouement zélé à son devoir illustrent les plus hautes traditions des forces militaires des États-Unis et font grand honneur à lui-même, à la 5e armée et à l'armée des États-Unis. »
La 5e armée, désormais composée de cinq divisions d'infanterie américaines (les 3e, 34e, 36e et 45e division d'infanterie, ainsi que la 82e aéroportée) et de trois divisions britanniques (7e blindée, 46e et 56e d'infanterie), opérant aux côtés de la 8e armée britannique, sous le commandement du général Bernard Montgomery, progresse ensuite le long de l'épine dorsale de l'Italie, s'empare de la ville italienne de Naples le 1er octobre 1943 et franchit la ligne Volturno à la mi-octobre. La progression commence cependant à ralentir, en raison de la résistance allemande, du manque d'effectifs alliés en Italie et des formidables défenses allemandes connues sous le nom de « ligne d'hiver », qui vont bloquer les Alliés pendant les six mois à venir.

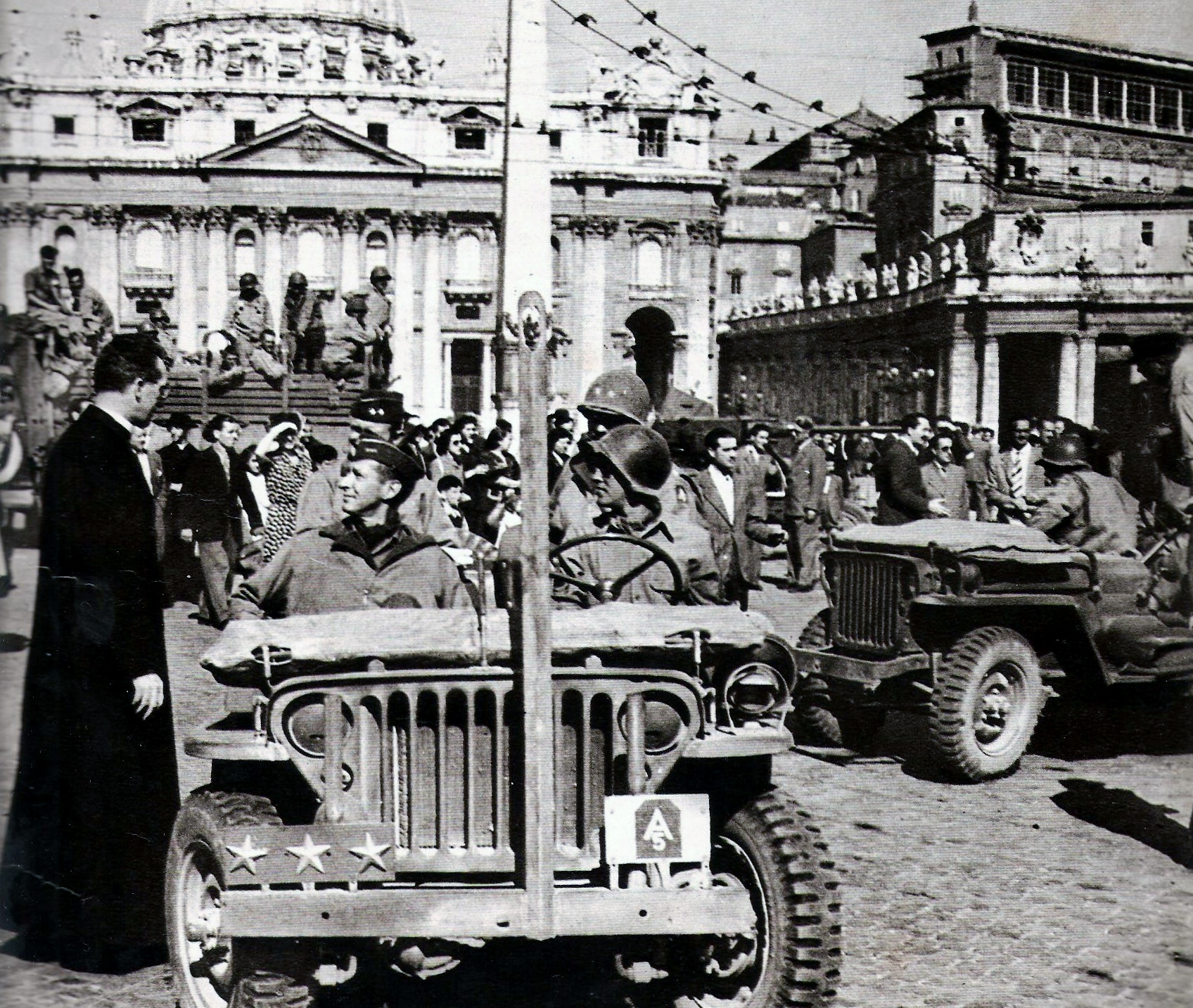
Le lieutenant-général Mark W. Clark traverse en jeep la capitale italienne récemment libérée, Rome, juin 1944. Derrière Clark se trouve le major général Alfred Gruenther, tandis qu'à sa gauche se trouve le major général Harry H. Johnson.

Pendant la bataille de Monte Cassino, Clark ordonne le bombardement de l'abbaye le 15 février 1944. Il obéit aux ordres directs de son supérieur, le général britannique Sir Harold R. L. G. Alexander, commandant en chef (Commander-in-chief) des armées alliées en Italie (Allied Armies in Italy - AAI). Clark et son chef d'état-major, le général de division Alfred Gruenther, ne sont pas convaincus de la nécessité militaire de ce bombardement. Lors du transfert de la position du 2e corps américain au corps néo-zélandais, commandé par le lieutenant général Sir Bernard C. Freyberg, le commandant adjoint de division (ADC) de la 34e division d'infanterie américaine (34th Infantry Division), le brigadier général Frederic B. Butler, déclara :
"Je ne sais pas, mais je ne crois pas que l'ennemi se trouve dans le couvent. Tous les tirs proviennent des pentes de la colline en contrebas du mur"."
Le commandant de la 4e division d'infanterie indienne (4th Indian Infantry Division), le général de division Francis Tuker, préconise le bombardement de l'ensemble du massif avec les bombes les plus lourdes disponibles. Clark finit par coincer le commandant en chef, Alexander, racontant que « j'ai dit : 'Vous me donnez un ordre direct et nous le ferons', et il l'a fait ».

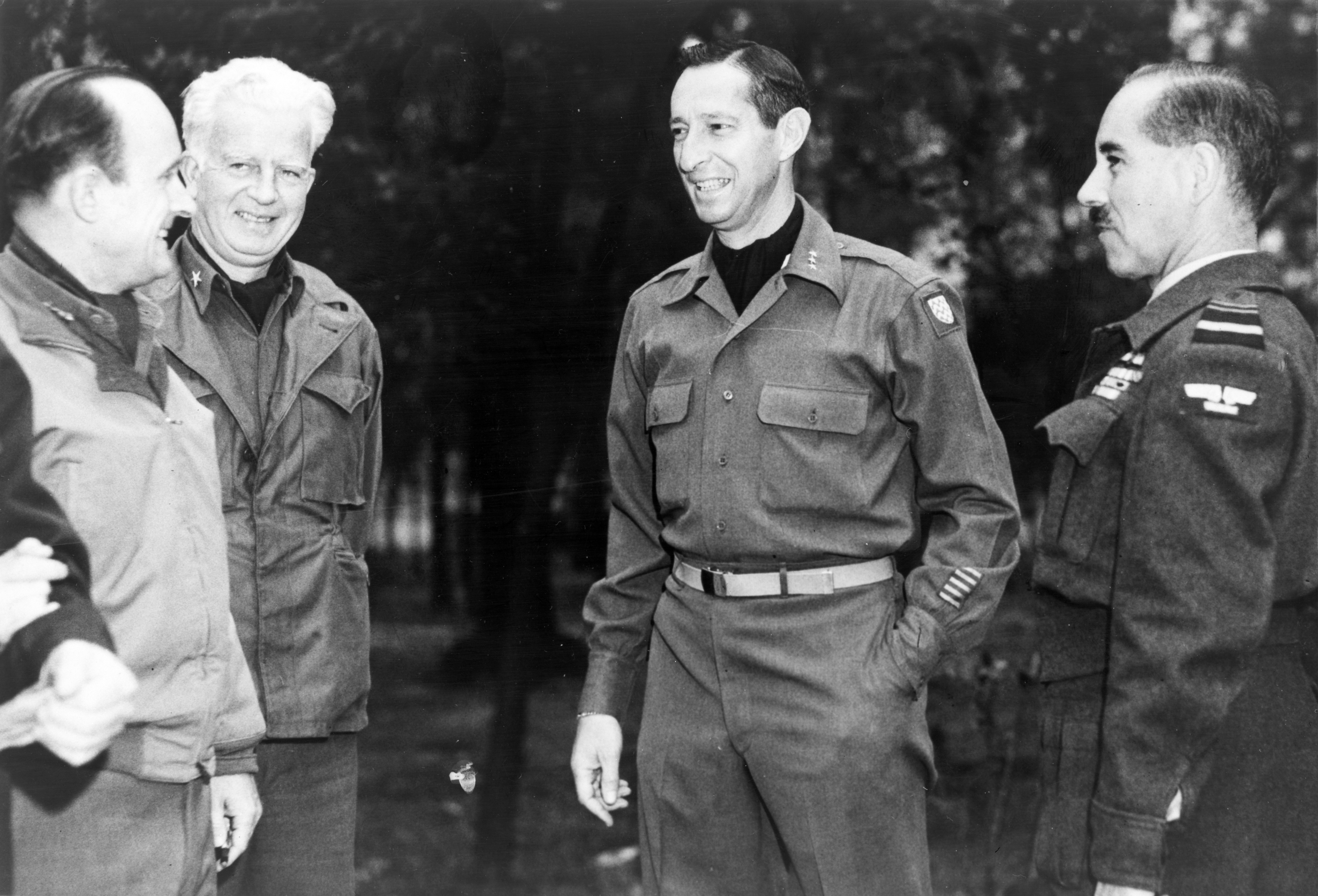
De gauche à droite, Alfred Gruenther, Donald W. Brann, Mark W. Clark et Guy Garrod.

La conduite des opérations de Clark lors de la campagne d'Italie est controversée, en particulier lors des actions menées autour de la ligne allemande Gustav, comme l'assaut de la 36e division d'infanterie américaine sur la rivière Gari en janvier 1944, qui échoue avec 1 681 victimes au sein de la 36e division d'infanterie. L'historien militaire américain Carlo D'Este a qualifié d'« aussi stupide militairement qu'insubordonné » le choix de Clark de prendre la capitale italienne non défendue de Rome, après l'opération Diadem et la sortie de la tête de pont d'Anzio, au début du mois de juin, plutôt que de se concentrer sur la destruction de la 10e armée allemande. Cependant, d'autres historiens ont souligné à juste titre que la 10e armée allemande, « aussi stupide militairement qu'insubordonnée »,. Sean McMeekin émet l'hypothèse (sans preuve) que Clark protestait contre Staline. Bien que Clark ait décrit une « course vers Rome » et publié une version éditée de son journal pour les historiens officiels, ses documents complets ne sont devenus disponibles qu'après sa mort.

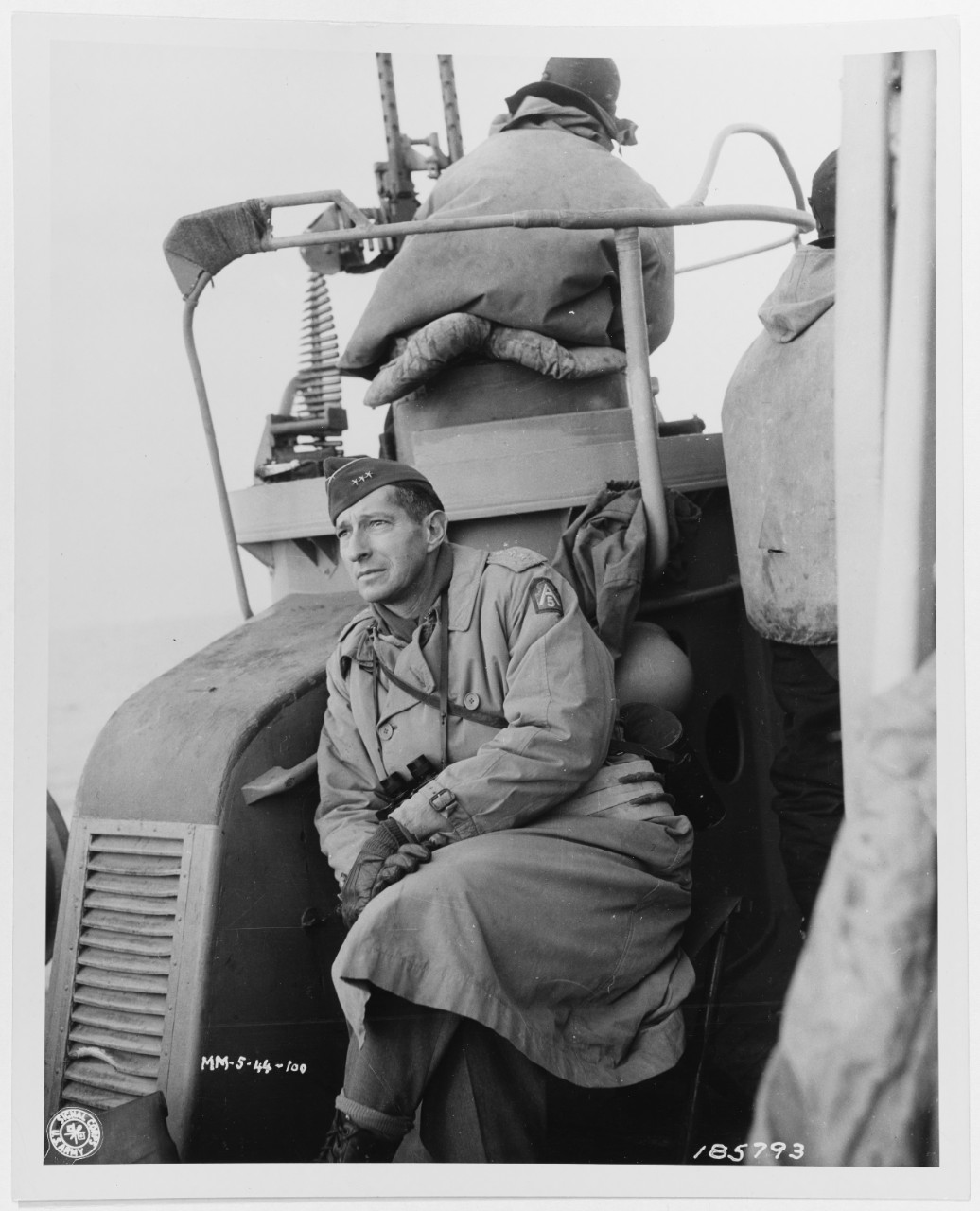
Le lieutenant-général Mark W. Clark regarde le rivage depuis le PT boat qui le transporte vers la tête de pont près d'Anzio, en Italie, le 22 janvier 1944.

Clark dirige la 5e armée, dont les effectifs sont désormais très réduits, après avoir abandonné le 6e corps américain et le Corps expéditionnaire français (CEF) pour l'opération Dragoon, l'invasion alliée du sud de la France (à laquelle Clark s'est toujours opposé), tout au long des batailles autour de la ligne gothique. Pour l'offensive, la 5e armée de Clark (qui n'est plus composée que du 2e corps d'armée - avec les 34e et 85e division d'infanterie (85th Infantry Division) - sous les ordres du major général Geoffrey Keyes, et du 4e corps d'armée - avec les 88e et 91e division d'infanterie- sous les ordres du major général Willis D. Crittenberger et la 1re division blindée en réserve) est renforcée par le 13e corps britannique, sous les ordres du lieutenant-général Sidney Kirkman. Les premières étapes se déroulent bien jusqu'à ce que le temps automnal s'installe et que, comme l'année précédente, l'avancée s'enlise.

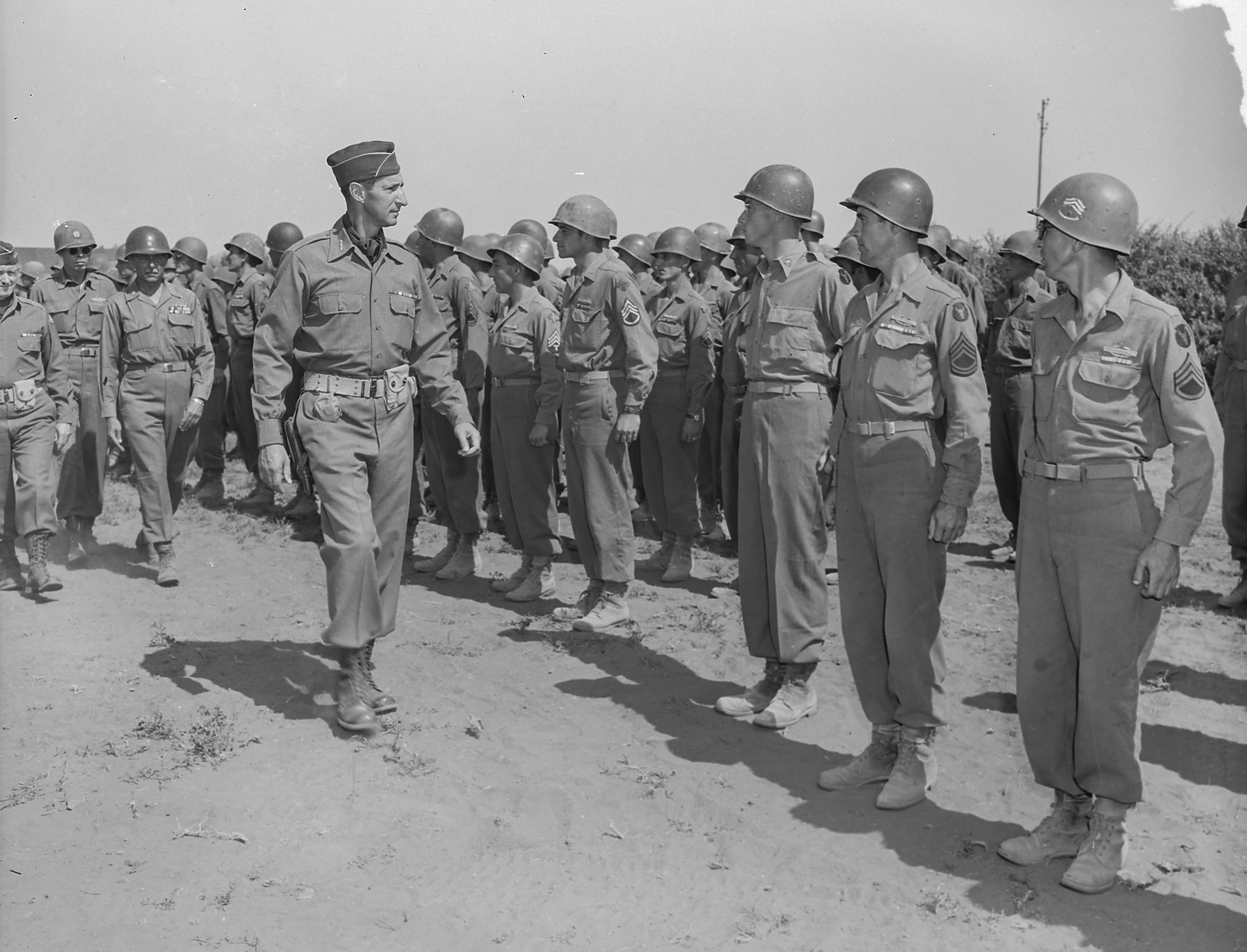
Le lieutenant général Mark W. Clark inspectant les membres de la 34e division d'infanterie du IIe corps d'armée, peu après la libération de Rome en juin 1944.

Tôt dans la matinée du 28 janvier 1944, un PT boat transportant Clark vers la tête de pont d'Anzio, six jours après le débarquement d'Anzio, est pris pour cible par erreur par des navires de l'US Navy, la marine américaine. Le mois suivant, lors du raid aérien qu'il ordonne sur l'abbaye de Monte Cassino, 16 bombes sont larguées par erreur sur le quartier général de la 5e armée, alors situé à 27 km de là, et explosent à quelques mètres de sa caravane alors qu'il se trouve à son bureau. Quelques mois plus tard, le 10 juin, il échappe de nouveau de peu à la mort alors qu'il survole Civitavecchia à bord d'un Stinson L-5. Son pilote, le major John T. Walker, ne voit pas le câble d'un ballon de barrage qui s'enfonce dans l'une des ailes, forçant l'avion à descendre en spirale autour du câble. L'avion se libère au bout de la troisième fois, laissant derrière lui la partie extérieure de l'aile. Par miracle, Walker réussit à atterrir en catastrophe dans une prairie dégagée et les deux hommes s'en sortent indemnes. Clark écrit à sa femme : « Je n'ai jamais eu de pire expérience ».

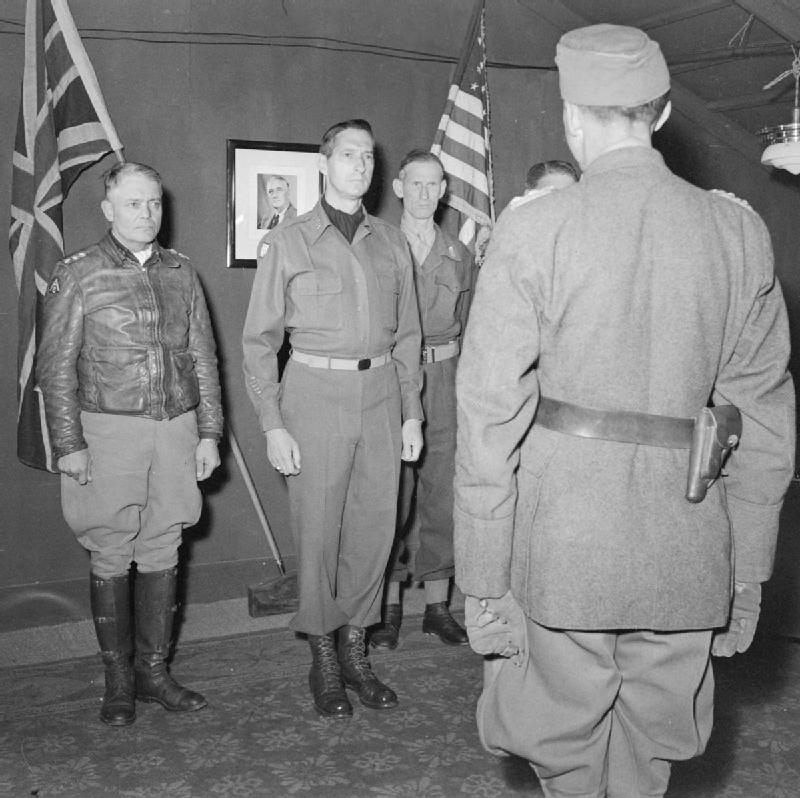
Le Generalleutnant Fridolin von Senger und Etterlin, commandant du XIVe Corps de Panzer, rencontre le général Clark, le lieutenant général Sir Richard McCreery et le lieutenant général Lucian K. Truscott, Jr. au quartier général du 15e groupe d'armées, où les Allemands ont reçu des instructions concernant la reddition inconditionnelle des forces allemandes en Italie et en Autriche de l'Ouest, mai 1945.

#### 15egroupe d'armées
En décembre 1944, Clark succède à Alexander au poste de commandant de l'AAI, rebaptisé 15e groupe d'armées (15th Army Group), et Alexander est nommé commandant suprême de l'AFHQ en Méditerranée, en remplacement du field maréchal Sir Henry Maitland Wilson, lui-même appelé à Washington pour remplacer le maréchal Sir John Dill à la tête de l'état-major interarmées britannique. Le lieutenant-général Lucian Truscott, qui avait précédemment commandé le 6e corps d'armée (VI Corps) et, avant cela, la 3e division d'infanterie, succède à Clark au poste de commandant de la 5e armée (Fifth Army). Clark est promu au rang de général quatre étoiles par intérim le 10 mars 1945, à l'âge de 48 ans, le plus jeune de l'US Army. Son grade permanent a été élevé au rang de général de division le 7 octobre 1944.
Clark dirige le 15e groupe d'armées pendant les derniers mois de la campagne d'Italie, bien qu'aucune offensive majeure n'ait lieu, principalement en raison d'une grave pénurie de main-d'œuvre dans les rangs des 5e et 8e armée et de l'aggravation des conditions météorologiques hivernales. Après de nombreux entraînements et réorganisations, Clark a ensuite dirigé le groupe d'armées lors de l'offensive finale en Italie, sous le nom de code « Opération Grapeshot », qui a mis fin à la guerre en Italie. Il a ensuite accepté la capitulation allemande en Italie en mai et est devenu le commandant des forces alliées en Italie à la fin de la Seconde Guerre mondiale en Europe.

### L'après-guerre
Plus tard, en 1945, en tant que commandant en chef des forces d'occupation américaines en Autriche, Clark acquiert une expérience de la négociation avec les communistes, qu'il mettra à profit quelques années plus tard.
En 1947, il est adjoint au secrétaire d'État américain et assiste aux négociations d'un traité autrichien avec le Conseil des ministres des Affaires étrangères à Londres et à Moscou. En juin 1947, Clark rentre au pays et prend le commandement de la 6e armée (Sixth Army), basée au Presidio de San Francisco, et deux ans plus tard, il est nommé chef des forces terrestres de campagne (Army Field Forces).
Le 20 octobre 1951, il est nommé par le président Harry S Truman émissaire des États-Unis auprès du Saint-Siège. Clark retire sa nomination le 13 janvier 1952 après les protestations du sénateur texan Tom Connally et de groupes protestants.

### Enquête du Congrès
Le 20 janvier 1946, l'association des vétérans de la 36e division d'infanterie (36th Infantry Division) a annoncé qu'elle avait demandé à l'unanimité une enquête du Congrès sur les actions de Clark lors de la traversée désastreuse de la rivière Gari (identifiée à tort comme la Rapido) par la 36e division d'infanterie dans la nuit du 20 janvier 1944. La pétition était libellée comme suit :
« Il est résolu que les hommes de la 36e Division Association demandent au Congrès des États-Unis d'enquêter sur le fiasco de la rivière Rapido et de prendre les mesures nécessaires pour corriger un système militaire qui permet à un officier inefficace et inexpérimenté, tel que le général Mark W. Clark, de détruire la jeunesse de ce pays et d'empêcher que de futurs soldats ne soient sacrifiés inutilement et en pure perte. »
Deux résolutions sont présentées à la Chambre des représentants, dont l'une affirme que l'incident est « l'une des bévues les plus colossales de la Seconde Guerre mondiale [...] une bévue meurtrière » que « tous les hommes liés à cette entreprise savaient [...] qu'elle était vouée à l'échec ».
Clark est exonéré de toute responsabilité par la Chambre des représentants, mais ne commente jamais l'épisode de la rivière Rapido.

### Guerre de Corée

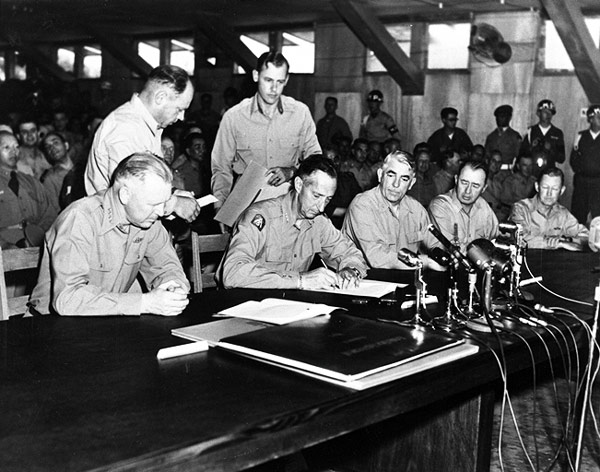
Clark signant l'accord d'armistice en Corée le 27 juillet 1953.

Pendant la guerre de Corée, il prend le commandement du Commandement des Nations unies le 12 mai 1952, succédant au général Matthew Ridgway, un ami proche et diplômé de la promotion 1917 de West Point. Clark commande les forces des Nations unies en Corée jusqu'à la signature de l'armistice le 27 juillet 1953, et prend sa retraite de l'armée le 31 octobre de la même année.

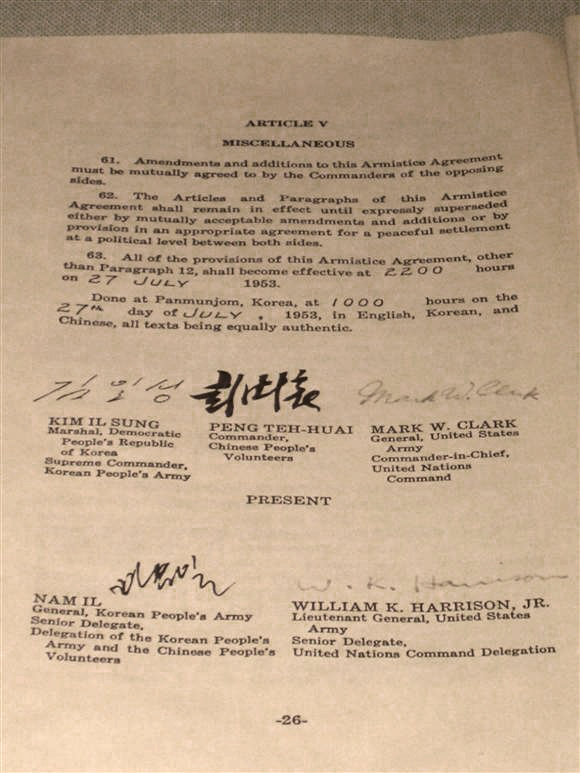
Signature de Clark sur l'accord d'armistice en Corée.

### La suite de la carrière
De 1954 à 1965, après avoir pris sa retraite de l'armée, Clark est président de The Citadel, l'université militaire de Charleston, en Caroline du Sud.
De 1954 à 1955, Clark est à la tête de la Clark Task Force, chargée d'étudier et de formuler des recommandations sur toutes les activités de renseignement du gouvernement fédéral, créée en 1953 par la deuxième Commission sur l'organisation du pouvoir exécutif, ou Commission Hoover, présidée par Herbert Hoover.
Les membres de la Clark Task Force étaient l'amiral Richard L. Conolly, ancien chef adjoint des opérations navales ; Ernest F. Hollings, président pro tempore de la Chambre des représentants de Caroline du Sud ; Henry Kearns, homme d'affaires californien ; Edward V. Rickenbacker, as de l'aviation de la Première Guerre mondiale et président d'Eastern Air Lines ; et Donald S. Russell, ancien secrétaire d'État adjoint. Le directeur de l'état-major était le général de division James G. Christiansen. Le groupe de travail s'est réuni pour la première fois au début du mois de novembre 1954 et, en mai 1955, il a présenté un rapport top secret au président et un autre, non classifié, à la Commission Hoover et au Congrès. Le groupe de travail Clark a inventé l'expression « Communauté du renseignement » pour décrire « les mécanismes permettant d'atteindre nos objectifs en matière de renseignement ».

### Retraite et décès
Le général Clark a pris sa retraite en 1965 lorsqu'il a quitté ses fonctions de président de The Citadel (le Collège militaire de Caroline du Sud) qu'il occupa de 1954 à 1965.
Il a vécu sa retraite à Charleston, en Caroline du Sud, où il publia ses mémoires en deux volumes, Calculated Risk (1950) et From the Danube to the Yalu (1954).
il est décédé le 17 avril 1984, peu avant son 88e anniversaire. Il était le dernier officier américain encore en vie à avoir occupé le rang de quatre étoiles pendant la Seconde Guerre mondiale. Il a été enterré sur le campus de la Citadelle.
La promotion rapide de Clark jusqu'au grade de général fut attribuée à ses relations avec les généraux George Marshall et Dwight Eisenhower.

## Récompenses et décorations
|                                                                             | Distinguished Service Cross                                                 |
| Bronze oak leaf cluster · Bronze oak leaf cluster · Bronze oak leaf cluster | Army Distinguished Service Medal avec 3 feuilles de chêne                   |
|                                                                             | Navy Distinguished Service Medal                                            |
|                                                                             | Legion of Merit                                                             |
|                                                                             | Bronze Star Medal                                                           |
|                                                                             | Purple Heart                                                                |
|                                                                             | World War I Victory Medal                                                   |
|                                                                             | Army of Occupation of Germany Medal                                         |
|                                                                             | American Defense Service Medal                                              |
| Silver star · Bronze star · Bronze star                                     | European-African-Middle Eastern Campaign Medal avec 7 étoiles de campagne   |
|                                                                             | World War II Victory Medal                                                  |
|                                                                             | Army of Occupation Medal                                                    |
|                                                                             | National Defense Service Medal                                              |
| Bronze star · Bronze star · Bronze star                                     | Korean Service Medal avec 3 étoiles de campagne                             |
|                                                                             | Légion d'honneur, Grand-Croix (France)                                      |
|                                                                             | Ordre du Lion blanc, Première classe (République socialiste tchécoslovaque) |
|                                                                             | Ordre des Saints-Maurice-et-Lazare, Grand-Croix (Italie)                    |
|                                                                             | Ordre militaire de Savoie, Grand-Croix (Italie)                             |
|                                                                             | Ordre du Ouissam alaouite, Grand-Croix – Première classe (Maroc)            |
|                                                                             | Ordre de Souvorov, Première classe (URSS)                                   |
|                                                                             | Chevalier commandeur de l'Ordre du Bain (Royaume-Uni)                       |
|                                                                             | Chevalier commandeur de l'Ordre de l'Empire britannique (Royaume-Uni)       |
|                                                                             | Ordre de la Couronne, Grand Officier (Belgique)                             |
|                                                                             | Ordre de la Croix du Sud, Grand Officier (Brésil)                           |
|                                                                             | Ordre du Mérite militaire, Officier (Brésil)                                |
|                                                                             | Médaille d'argent de la valeur militaire (Italie)                           |
|                                                                             | Ordre militaire de Virtuti Militari, Croix d'argent (Pologne)               |
|                                                                             | Médaille des Nations unies pour la Corée                                    |

## Dates de grade
| Insignie      | Grade              | Composant                      | Date              |
| ------------- | ------------------ | ------------------------------ | ----------------- |
| Pas d'insigne | Cadet              | United States Military Academy | 14 juin 1913      |
|               | Second lieutenant  | Regular Army                   | 20 avril 1917     |
|               | First lieutenant   | Regular Army                   | 15 mai 1917       |
|               | Captain            | National Army                  | 5 août 1917       |
|               | Captain            | Regular Army                   | 7 novembre 1919   |
|               | Major              | Regular Army                   | 14 janvier 1933   |
|               | Lieutenant colonel | Regular Army                   | 1er juillet 1940  |
|               | Brigadier général  | Army of the United States      | 4 août 1941       |
|               | Major général      | Army of the United States      | 17 avril 1942     |
|               | Lieutenant général | Army of the United States      | 11 novembre 1942  |
|               | Brigadier général  | Regular Army                   | 14 septembre 1943 |
|               | Major général      | Regular Army                   | 7 octobre 1944    |
|               | Général            | Army of the United States      | 10 mars 1945      |

## Vie privée
Clark a épousé Maurine Doran, fille de M. et Mme M. A. Doran de Muncie, Ind. le 17 mai 1924. Mme Clark est décédée le 5 octobre 1966. Leur fils est le major William Doran Clark, U.S.A. (Ret.), et leur fille Patricia Ann (Mme Gordon H. Oosting).
Plus tard dans sa vie, Clark épouse Mary Dean.
Patricia Ann n'a pas eu d'enfant. 

William a eu 5 enfants : Louise Clark Goddard, Doran Clark Abrams, D'Wayne Clark Waterman, Helen Clark Atkeson et Larry Clark.
Mark W. Clark a été initié à la franc-maçonnerie de rite écossais à la Mystic Tie Lodge no 398, Indianapolis, IN, recevant le 33e et plus haut degré.

## Héritage
Un embranchement d'autoroute (I-526) dans la banlieue de Charleston, en Caroline du Sud, a été baptisé Mark Clark Expressway en son honneur.
Mark Clark Hall sur le campus de The Citadel à Charleston, en Caroline du Sud, est nommé en l'honneur du général Clark.
Le General Mark W. Clark National Guard Armory à North Charleston, en Caroline du Sud, a été nommé en l'honneur du général Clark.
De 1949 au 17 août 2010, le Mark Clark Bridge dans l'État de Washington reliait Camano Island à la ville adjacente de Stanwood sur le continent. Il a ensuite été remplacé par le Camano Gateway Bridge, et le Mark Clark Bridge a été démoli le mois suivant.
Le Clark Hall de Fort Drum porte son nom. Fort Drum se trouve à proximité du lieu de naissance de Clark, Madison Barracks, et Clark Hall est utilisé pour le traitement administratif des soldats affectés à la 10e division de montagne (10th Mountain Division).
Le terme « communauté du renseignement » a été créé par la « Clark Task Force », chargée de l'examen des services de renseignement fédéraux, qu'il a dirigée de 1953 à 1955. Ce terme est toujours utilisé par le gouvernement américain et par les civils.
Il a été utilisé dans le roman Kane and Abel (1979) pour justifier le départ du personnage d'Abel pour la Seconde Guerre mondiale.
Deux lieux de l'État brésilien de Rio de Janeiro - l'Académie militaire d'Agulhas Negras (Academia Militar das Agulhas Negras) à Resende et une rue de São Gonçalo- ont été nommés en l'honneur de Clark.
Le stade de l'Académie militaire des Agulhas Negras, au Brésil (AMAN), porte le nom du général Mark Clark.
Dans le quartier de Santa Catarina, dans la ville de São Gonçalo, située dans l'État de Rio de Janeiro (Brésil), une rue porte le nom du général Mark Clark.
Clark vivait au 12e étage de l'hôtel Francis Marion à Charleston, en Caroline du Sud. Il est désormais possible de séjourner dans sa suite à partir de 500 dollars la nuit.

## Au cinéma
Clark a été interprété par Michael Rennie dans le film La Brigade du diable (The Devil's Brigade). Le film raconte les exploits de la 1er détachement du service spécial (1st Special Service Force), commandée par le colonel Robert T. Frederick, qui était sous le commandement de Clark lors de la campagne d'Italie.
Clark a été interprété par William Schallert dans le film Ike : Les années de guerre.
Clark est interprété par Robert Ryan dans le film La Bataille pour Anzio (Lo Sbarco di Anzio) sous le pseudonyme de « General Carson ».
Le général Clark a été mentionné dans la série télévisée MASH, saison 11, épisode 3 : Foreign Affairs. Dans cet épisode, il a créé un programme qui a permis à un soldat ennemi de recevoir 100 000 dollars et la citoyenneté américaine.

## Source
- (en) Cet article est partiellement ou en totalité issu de l’article de Wikipédia en anglais intitulé « Mark W. Clark » (voir la liste des auteurs).